# محمد حلمي هلال
محمد حلمي هلال سيناريست وكاتب مصري. وُلد محمد حلمي هلال في 29 يونيو 1958 في أسرة بسيطة تسكن حي المنيل بالقاهرة، لأب قاهري وأم ريفية من ميت غمر. وتعلم حلمي مع إخوته الصبيان الأربعة في مدارس المنيل وبين سينماتها الخمس: منيل بالاس، الجزيرة، الروضة، جرين، سينما المنيل. قضى محمد أحلى سنوات عمره على شاطئ النيل بالمنيل، وتصعلك مع أصدقاء عمره رضوان الكاشف، ومجدي أحمد علي، وعادل السيوي. ومع هذا العدد من دور السينما في المنيل، كان من البديهي أن يُخرج هذا الحي كل هؤلاء السينمائيين.
في هذا الوقت ظهرت في محمد موهبة الرسم، ومن حسن حظه كان والده محباً للقراءة، ولذلك فقد تعرف محمد مبكراً على أدب نجيب محفوظ وطه حسين وتوفيق الحكيم، ثم تعمق في قراءاته فبدأ يقرأ هيمنجواي وتشيكوف.
الأعمال السينمائية
حكايات الغريب - إخراج انعام محمد على / إنتاج التلفزيون المصري صائد الأحلام - إخراج انعام محمد على / إنتاج التلفزيون المصري 3 يادنيا ياغرامى - إخراج مجدى أحمد على / إنتاج ستديو 13 رافت الميهى 4. هيستيريا - بطولة أحمد زكى - إنتاج أفلام ناهد فريد شوقى 5. دخلة وداد - من إنتاج شركة أفلام نور الشريف – لم ينفذ 6. حكاية قرنفل - من إنتاج أفلام ناهد فريد شوقى - لم ينفذ 7. مناخوليا - من إنتاج أفلام محمد فوزى – لم ينفذ
المسلسلات التلفزيونية
الخروج من الجلد – إخراج انعام محمد على – إدارة إنتاج الفيديو التلفزيون المصري 2. المشروع – إخراج سعيد عماره 3. منتهى العطف – إخراج رائد لبيب 4. الحريق – إخراج محمد النقلى 5. بوابة المتولى – إخراج فؤاد عبد الجليل – إنتاج شركة عرين فيلم 6. طعم الايام – إخراج حسن بشير – إنتاج قطاع الإنتاج بالتلفزيون المصري 7. متاعب مرزوق – إخراج أحمد السبعاوى إنتاج الام بى سى 8. أحفاد سى السيد– إنتاج التلفزيون المصري - 9. امانه ياليل – إخراج حسن بشير – إنتاج مدينة الإنتاج الاعلامى مع تلفزيون دبي 10. بطه واخواتها – إخراج حسن بشير – إنتاج مدينة الإنتاج الاعلامى مع تلفزيون دبي 11. مسائل عائليه جدا – إخراج حسن بشير – إنتاج مدينة الإنتاج الاعلامى مع تلفزيون دبي 12. القاهرة ترحب بكم – إخراج محمد حلمى – إنتاج قطاع الإنتاج التلفزيون المصري
مسلسل اختفاء سعيد مهران إنتاج مدينة الإنتاج الاهلامى وإخراج سعيد حامد (يتم تصويرة للعرض في رمضان 2010
مسلسلات وأفلام قيد التنفيذ والكتابة
مسلسل – انا وحياتى المضحكة - إنتاج مدينة الإنتاج الاعلامى
. مسلسل – احفاد سى السيد إنتاج إسماعيل كتكت 
مسلسل - زهرة والعفاريت إنتاج مدينة الإنتاج الاعلامى
مسلسل - زاد الغرام
الجوائز والمهرجانات
الجائزة الذهبية الأولى لفيلم حكايات الغريب من مهرجان القاهرة الأول للتلفزيون في أكتوبر 1993 2. جائزة احسن سيناريو من جمعية كتاب ونقاد السينما عن فيلم صائد الأحلام 1994 3. جائزة مهرجان الإسكندرية احسن فيلم تلفزيونى لفيلم صائد الأحلام 4. جائزة التفوق في السيناريو من وزارة الثقافة المهرجان القومى الثاني للسينما المصرية عن فيلم يادنيا ياغرامى – يونيه 1996 5. جائزة احسن سيناريو لعام 1996 عن فيلم يادنيا ياغرامى من مهرجان جمعية الفيلم الثالث والعشرون 6. جائزة احسن سيناريو عن فيلم يادنيا ياغرامى من المركز الكاثوليكى المصري في 28 – فبراير 1997 7. جائزة مركز دراسات حقوق الإنسان لدور الكاتب عموما في مجال الثقافة والابداع 1997 8. جائزة معهد العالم العربي في باريس عن فيلم هيستيريا بطولة أحمد زكى وإخراج عادل اديب 9. الجائزة الفضية في مهرجان القاهرة للتلفزيون عن مسلسل القاهرة ترحب بكم - 2006
كتابات صحفية وأدبية - جريدة الدستور الإصدار الأول والثاني - مجلة الهلال - مجلات عربية مختلفه.

## وصلات خارجية
http://cinemahelal.blogspot.com// عالـم قـذر: مقالات محمد حلمي هلال في جريدة الدستور المصرية]